# Europäisches Jugendchor Festival Basel
Das Europäische Jugendchor Festival Basel (EJCF) wurde 1992 von der Christoph Merian Stiftung als prämiertes Projekt eines Ideenwettbewerbes ins Leben gerufen. Es findet jeweils in Basel im Mai in der Auffahrtswoche von Mittwoch bis Sonntag statt. Das Konzept dieses Festivals für Chöre stiess von Anfang an auf grosse Begeisterung. Inzwischen zieht das Chorfestival gegen 40'000 Personen an und hat sich als Anlass etabliert, der es versteht, Menschen aller Generationen und vieler Kulturen zu begeistern und mittels Gesang zusammenzuführen. Europaweit gilt das Festival als der renommierteste Treffpunkt für herausragende Kinder- und Jugendchöre.
Das Festival wird vom Verein «Europäisches Jugendchor Festival Basel» getragen. Präsidiert wird der Verein seit Juni 2021 von Ständerätin BL Maya Graf. Die künstlerische und organisatorische Leitung liegt seit 2001 in den Händen von Kathrin Renggli.

## Leitgedanken
Musik 
 Anbieten von musikalisch hoch stehenden Konzerten für ein breites Publikum. Das Festivalprogramm soll die Vielfalt des Chorgesanges in Europa und der Schweiz aufzeigen und aktuelle Strömungen im Bereich Chormusik thematisieren.
Begegnung 
 Förderung des kulturellen Austausches innerhalb der Schweiz sowie zwischen der Schweiz und anderen europäischen Ländern mittels Chorgesang und Begegnung im alltäglichen Leben.
Bildung und Animation 
 Förderung leistungsstarker Kinder- und Jugendchöre aus allen Landesregionen der Schweiz durch das Konzertieren in einem internationalen Umfeld von höchstqualifizierten Kinder- und Jugendchören.
Vermitteln von musikalischen und musikkulturellen Inhalten im Zusammenhang mit Chormusik sowie Animation des Publikums zum selber Singen.

## Programm
Das Programm beinhaltet rund 30 Konzerte, Offene Singen, Länderfokusse in Zusammenarbeit mit Migrantenvereinen, ein Chorschiff mit Workshops für Chorsänger, ein Atelierprogramm für Schweizer Chöre und ein Schweizerisches Chorleitungstreffen. Eröffnet wird das Festival mit einem "Fulminanten Chorspektakel" in der St. Jakobshalle Basel mit über 1'000 Singenden aus 13 europäischen Ländern und einem Gastchor aus einem aussereuropäischen Land. Die Konzertprogramme richten sich an ein breites Publikum jeden Alters. Klassische Chormusik, Jazz-, Pop- und Rockarrangements, Gospels und Volkslieder, gesungen auf höchstem Niveau, sowie Kostüme und Trachten, Lichteffekte, Choreografien und jugendgerechte musikalische Einfälle sorgen für unvergessliche Erlebnisse. Ein besonderer Höhepunkt des Festivals ist jeweils das Konzertieren aller Chöre auf sechs Bühnen in der Basler Altstadt am Samstagnachmittag. Tausende von Zuhörenden lassen sich dabei von der Lebendigkeit und Fröhlichkeit der dargebotenen Musik mitreissen.

## Chöre
Teilnehmer am Programm EJCF FESTIVAL
- 3 Jugendchöre aus der Region Basel (Knabenkantorei, Mädchenkantorei, Jugendchöre der Musik-Akademie Basel)
- 3 Kinder- und Jugendchöre aus verschiedenen Sprachregionen der Schweiz 
 12 Kinder- und Jugendchöre aus Europa
- Ein Gastchor aus einem außereuropäischen Land

Teilnehmer am Programm EJCF ATELIER
- Rund 700 Kinder und Jugendliche aus allen Sprachregionen der Schweiz

Im Rahmen des Festivals konzertieren
- Rund 1'000 Kinder und Jugendliche der Region Nordwestschweiz

Die Chöre im Programm EJCF FESTIVAL müssen nebst sehr hohem künstlerischem Niveau eine internationale Konzerttätigkeit vorweisen können oder in einem Spezialgebiet, wie z. B. Jazz, Gospel, Volkslieder mit -tanz, zeitgenössische oder alte Chormusik, herausragende Fähigkeiten besitzen. Die Auswahl der Chöre wird nach eingehender Prüfung aktueller Tondokumente und genauer Information über Leitung und Charakteristik der betreffenden Chöre durch den künstlerischen Beirat vorgenommen. Ausgewogenheit in Bezug auf die Anzahl Kinder-, Mädchen-, Knaben- und gemischte Jugendchöre wird angestrebt. Neben der Musik steht auch die Begegnung im Zentrum des Festivals. Die Sänger werden in Gastfamilien untergebracht, singen gemeinsam mit anderen Chören in Workshops und treffen sich bei Freizeitaktivitäten in und um Basel.
Teilnehmende Chöre im Programm EJCF ATELIER sowie Regionale Chöre unterliegen keiner Auswahl durch den künstlerischen Beirat.

## 1992
Das 1. EJCF (von Peter-Michael Loewe initiiert, einem Sänger von Cantus Basel, Quelle: Stadtbuch Basel 1992) fand vom 28. bis 30. Mai 1992 in Basel/Schweiz statt. Es nahmen insgesamt 18 Jugendchöre teil. Der aussereuropäische Gastchor stammte aus Tiflis, Georgien.
| Chor                                           | Stadt            | Land         |
| ---------------------------------------------- | ---------------- | ------------ |
| Die Ghespeelkens                               | Wilrijk          | Belgien      |
| Mädchenchor Dobritsch                          | Dobritsch        | Bulgarien    |
| Kammerchor des Schiller-Gymnasiums             | Heidenheim       | Deutschland  |
| Kinderchor der Max-Reger-Musikschule           | Meiningen        | Deutschland  |
| The Cambridgeshire Boys' Choir                 | Cambridge        | England      |
| Tütarlastekoor Ellerhein                       | Tallinn          | Estland      |
| Les Petits Chanteurs de Lyon                   | Lyon             | Frankreich   |
| Kinderchor Martve                              | Tiflis           | Georgien     |
| Kinderchor Aghias Triados                      | Thessaloniki     | Griechenland |
| Coro Giovanile della Scuola Comunale di Musica | Ruda             | Italien      |
| Jugendchor der Landesmusikschule Wels          | Wels             | Österreich   |
| Glinka-Knabenchor                              | Sankt Petersburg | Russland     |
| Kammerchor des Musikgymnasiums Stockholm       | Stockholm        | Schweden     |
| I Cantori della Turrita                        | Bellinzona       | Schweiz      |
| Les Petits Chanteurs de Notre-Dame de Valère   | Sion             | Schweiz      |

## 1995
Das 2. EJCF fand vom 24. bis 27. Mai 1995 statt. Es nahmen insgesamt 18 Jugendchöre teil. Der aussereuropäische Gastchor stammte aus Philadelphia, USA.
| Chor                                            | Stadt                 | Land               |
| ----------------------------------------------- | --------------------- | ------------------ |
| Mädchenchor der Musik-Akademie Tirana           | Tirana                | Albanien           |
| Les Petits Chanteurs Arméniens                  | Jerewan               | Armenien           |
| Freiburger Domsingknaben                        | Freiburg im Breisgau  | Deutschland        |
| Choir of New College Oxford                     | Oxford                | England            |
| Tütarlastekoor Ellerhein                        | Tallinn               | Estland            |
| Mädchenchor Kiimingin Kiurut                    | Kiminki               | Finnland           |
| Les Petits Chanteurs de Thann                   | Thann                 | Frankreich         |
| Coro Feminile dell’Accademia Filarmonica Romana | Rom                   | Italien            |
| Kinderchor des Rumänischen Rundfunks            | Bukarest              | Rumänien           |
| Chœur St-Michel                                 | Freiburg im Üechtland | Schweiz            |
| Scuola Corale della Cattedrale di San Lorenzo   | Lugano                | Schweiz            |
| Singschule Chur                                 | Chur                  | Schweiz            |
| Chor des Gymnasiums Liestal                     | Liestal               | Schweiz            |
| Budapester Jugendchor                           | Budapest              | Ungarn             |
| Philadelphia Boys' Choir                        | Philadelphia          | Vereinigte Staaten |

## 1998
Das 3. EJCF fand vom 20. bis 24. Mai 1998 statt. Es nahmen insgesamt 18 Jugendchöre teil. Der aussereuropäische Gastchor stammte aus Kapstadt, Südafrika.
| Chor                                          | Stadt          | Land       |
| --------------------------------------------- | -------------- | ---------- |
| Mädchenchor des Kunstlyzeums „Jordan Misja“   | Tirana         | Albanien   |
| Schola Cantorum Cantate Domino                | Aalst          | Belgien    |
| Kinderchor des Bulgarischen Rundfunks         | Sofia          | Bulgarien  |
| Kammerchor des Vaskivuori-Musikgymnasiums     | Vantaa         | Finnland   |
| Knabenchor Azouliukas                         | Vilnius        | Litauen    |
| Mädchenchor Sandefjord                        | Sandefjord     | Norwegen   |
| Choir of Saint Mary’s Cathedral               | Edinburgh      | Schottland |
| Coro Polifonico del Moesano                   | Lostallo       | Schweiz    |
| Crescendo – Chœur d'enfants du Chablais       | Aigle/Bex      | Schweiz    |
| Chor des Gymnasiums Oberwil                   | Oberwil        | Schweiz    |
| Carmina Slovenica                             | Maribor        | Slowenien  |
| Cor Vivaldi – Els Petits Cantors de Catalunya | Barcelona      | Spanien    |
| Tyberg Childrens Choir                        | Kapstadt       | Südafrika  |
| Mädchenchor Jitro                             | Hradec Králové | Tschechien |
| Knabenchor der Nationalen Musikakademie Kiew  | Kiew           | Ukraine    |

## 2001
Das 4. EJCF fand vom 23. bis 27. Mai 2001 statt. Es nahmen insgesamt 18 Jugendchöre teil. Ein aussereuropäischer Gastchor nahm diesmal nicht teil.
| Chor                                      | Stadt                 | Land           |
| ----------------------------------------- | --------------------- | -------------- |
| Els Petits Cantors d'Andorra              | Encamp                | Andorra        |
| Kinderchor des Mitteldeutschen Rundfunks  | Leipzig               | Deutschland    |
| Kammerchor des Vaskivuori-Musikgymnasiums | Vantaa                | Finnland       |
| Kinderchor La Cigale Champagnat           | Issenheim             | Frankreich     |
| Jugendchor Balsis                         | Riga                  | Lettland       |
| Knabenchor Rigaer Dom                     | Riga                  | Lettland       |
| Mädchenchor Skopje                        | Skopje                | Nordmazedonien |
| Boys’ Choir of St. George’s Church        | Belfast               | Nordirland     |
| Polnische Nachtigallen                    | Posen                 | Polen          |
| Madrigalistas de Lisboa                   | Lissabon              | Portugal       |
| Chœur St-Michel                           | Freiburg im Üechtland | Schweiz        |
| Coro Calicantus                           | Locarno               | Schweiz        |
| Vocalensemble Voices                      | Münchenstein          | Schweiz        |
| Jugendchor Ysgol Glanaethwy               | Bangor                | Wales          |
| Knabenchor Kapella Khloptchikau           | Minsk                 | Belarus        |

## 2004
Das 5. EJCF fand vom 18. bis 23. Mai 2004 statt. Es nahmen insgesamt 17 Jugendchöre teil. Der aussereuropäische Gastchor stammte aus Riversul, Brasilien.
| Chor                                    | Stadt       | Land        |
| --------------------------------------- | ----------- | ----------- |
| Jugendchor Santa Cecilia                | Riversul    | Brasilien   |
| Volkstanzensemble Iglika                | Plowdiw     | Bulgarien   |
| Mädchenchor Wernigerode                 | Wernigerode | Deutschland |
| Mädchenchor Morten Boerup               | Skanderborg | Dänemark    |
| Skólakór Kársness                       | Kópavogur   | Island      |
| I Piccoli Musici                        | Bergamo     | Italien     |
| Mädchenchor Skopje                      | Skopje      | Mazedonien  |
| Jugendchor Gloria                       | Chișinău    | Moldau      |
| Chor des Gymnasiums Muttenz             | Muttenz     | Schweiz     |
| Vocalensemble Krambambuli               | Curaglia    | Schweiz     |
| Solothurner Singknaben                  | Solothurn   | Schweiz     |
| Crescendo - Chœur d'enfants du Chablais | Aigle/Bex   | Schweiz     |
| Jugendchor Koča Kolarov                 | Zrenjanin   | Serbien     |
| Kinderchor Magnolia                     | Sobrance    | Slowakei    |

## 2007
Das 6. EJCF fand vom 16. bis 20. Mai 2007 statt. Es nahmen insgesamt 18 Jugendchöre teil. Der aussereuropäische Gastchor stammte aus Almaty, Kasachstan.
| Chor                                 | Stadt              | Land        |
| ------------------------------------ | ------------------ | ----------- |
| Mädchenchor Speghani                 | Jerewan            | Armenien    |
| Jugendchor Clari Cantus              | Kessel-Lo          | Belgien     |
| Sofia Boys' Choir                    | Sofia              | Bulgarien   |
| Die Primaner                         | Berlin             | Deutschland |
| Kinderchor Tapiola                   | Espoo              | Finnland    |
| Kinderchor Köktem                    | Almaty             | Kasachstan  |
| Jugendchor Kivi                      | Vilnius            | Litauen     |
| Niederländischer Jugendchor          | Utrecht            | Niederlande |
| Scholares Minores pro Musica Antiqua | Poniatowa          | Polen       |
| I Cantori della Turrita              | Bellinzona         | Schweiz     |
| Schweizer Jugendchor                 | Luzern             | Schweiz     |
| Jugendchor molto cantabile           | Luzern             | Schweiz     |
| Chor des Gymnasiums Münchenstein     | Münchenstein       | Schweiz     |
| Escolania de Montserrat              | Kloster Montserrat | Spanien     |
| Kinderchor Severaček                 | Liberec            | Tschechien  |

## 2010
Das 7. EJCF fand vom 12. bis 16. Mai 2010 statt. Es nahmen insgesamt 18 Jugendchöre teil. Der aussereuropäische Gastchor stammte aus Guangzhou, China.
| Chor                                       | Stadt       | Land                |
| ------------------------------------------ | ----------- | ------------------- |
| Bündner Jugendchor                         | Schiers     | Schweiz             |
| Genova Vocal Ensemble                      | Genua       | Italien             |
| Jugendchöre der Musik-Akademie Basel       | Basel       | Schweiz             |
| Jugendchor Zürich                          | Zürich      | Schweiz             |
| Kinderchor des Children’s Palace Guangzhou | Guangzhou   | Volksrepublik China |
| Kinderchor Kivi                            | Vilnius     | Litauen             |
| Kinderchor Leioa Kantika Korala            | Leioa       | Spanien             |
| Knabenchor Dagilelis                       | Šiauliai    | Litauen             |
| Knabenchor Martve                          | Tiflis      | Georgien            |
| Knabenkantorei Basel                       | Basel       | Schweiz             |
| Landesjugendchor Steiermark CantAnima      | Graz        | Österreich          |
| Mädchenchor Carmina Slovenica              | Maribor     | Slowenien           |
| Mädchenchor Pro Musica                     | Nyíregyháza | Ungarn              |
| Mädchenkantorei Basel                      | Basel       | Schweiz             |
| Männerchor der Luzerner Sängerknaben       | Luzern      | Schweiz             |
| Netherlands Children’s Choir               | Utrecht     | Niederlande         |
| Risbergska Skolans Vokalensemble           | Örebro      | Schweden            |
| Waadtländer Jugendchor                     | Lausanne    | Schweiz             |

## 2012
Das 8. Europäische Jugendchor Festival Basel fand über die Auffahrtstage vom 16. bis 20. Mai 2012 statt.